# Antigravitáció
Az antigravitáció olyan tér, ami a gravitáció jellegével ellentétes hatású, antigravitációs térben a tömegek között taszító erő lép fel. A jelenség leírása főleg tudományos-fantasztikus művekben fordul elő. A tudomány és technika mai állása szerint a jelenség nem kimutatható, de kétségkívül szerepet játszott az Ősrobbanás után a Világegyetem felfúvódásában és annak tágulására jelenleg is gyorsító hatással van.

## Felfedezése
A változó univerzum Einstein számára idegen volt, így amikor az általános relativitáselméletből az következett, hogy az univerzumnak vagy tágulnia vagy zsugorodnia kell, Einstein 1915-ben bevezette a kozmológiai állandót, ami kiküszöbölte ezt a hatást és a gravitációt ellensúlyozó, antigravitációs hatással bírt.
Néhány évvel Einstein munkájának megjelenése után Alekszandr Friedmann szovjet kozmológus megjelentetett egy írást, amiben nem szerepelt a kozmológiai állandó (értéke nulla volt). Friedmann azt találta, hogy Einstein általános relativitáselméletében szereplő egyenleteknek ekkor is van eredményük, amik azt mutatják, hogy az univerzumban a távolság bármely két pont között idővel növekszik. Elméletileg tehát azt találta, hogy az univerzum folyamatosan tágul (ekkor még megfigyelési eredmények nem álltak rendelkezésre). Körülbelül abban az időben két másik tudós is erre a következtetésre jutott: egyikük a holland csillagász, Willem de Sitter, a másik egy belga kozmológus, Georges Lemaıtre volt.

## Leírása
- A gravitáció és az antigravitáció közötti különbség mágnesekkel szemléltethető: a különböző mágneses pólusok vonzzák egymást, az azonosak taszítják.
- Ez az erő, más erőkkel ellentétben, nem valami meghatározott forrásból ered, hanem Einstein szerint a téridő felépítéséből származik. Magyarázata szerint a téridő tágulási tendenciával rendelkezik és ez ellensúlyozza az univerzumban lévő összes anyag vonzását, így az eredmény egy statikus univerzum lesz.[3]
- A kvantumtér elméletben a vákuum energiával rendelkezik. Az univerzum megfigyelt gyorsuló ütemű tágulási folyamata arra utal, hogy létezik egy sötét energiának nevezett erő, ami antigravitációs hatásával a folyamatot gyorsítja.
- Egyes elméletek szerint az antigravitáció a gravitációval ellentétben a távolsággal növekszik.

## Felhasználása
Példák elsősorban sci-fi művekben fordulnak elő.
- Tipikus alkalmazási területe járművek lebegtetése a talaj felett (megjegyzendő, hogy ehhez pontos és gyors szabályozás szükséges, vagyis az antigravitációs erőnek nagyon pontosan meg kell egyeznie a jármű pillanatnyi súlyával, ellenkező esetben a jármű vagy lesüllyedne a talajra vagy felrepülne a levegőbe).
- A Csillagok háborúja elképzelt univerzumában az antigravitációs meghajtás egészen közönségesnek számít (a röpképes járművek és az űrhajók többsége ezt használja a talajtól való elemelkedésre); és (újabban) repulzoros meghajtásnak nevezik (repulsorshift). Lásd pl. a Tatuin bolygón való közlekedést. A kerekes, lánctalpas, légpárnás stb. járművek ritkábbak. A repulzoros járműveket többnyire „siklónak” (speeder) nevezik, így pl. vannak repülőgépszerű légisiklók (airspeeders) vagy felhősiklók; motorszerű siklómotorok (speederbikes), valamint autószerű (de lebegő) terepsiklók (landspeeders), azonban ez nem kőbe vésett szabály, pl. az antigravitációs siklóbárkák neve skiff.
- Elvileg űrjárművek meghajtására is használható.
- Az Ezeregyéjszaka meséiben és más mesékben leírt repülő szőnyeg tipikusan antigravitációs lebegtetésű jármű (aminek az előre haladáshoz valószínűleg másfajta meghajtásra is szüksége van). Mivel a szőnyeg nem mindig lebeg, az antigravitációs hatás be- és kikapcsolható.
- Egyes művekben egy speciális anyagnak van antigravitációs hatása.
- A Vissza a jövőbe című filmtrilógia második részében több szereplő antigravitációs „légdeszkán” közlekedik.
- Részletek Isaac Asimov Az Alapítvány előtt című művéből

„- Mi az a gravitációs lift?

- Még kísérleti stádiumban van a dolog. Eljöhet az idő, amikor Trantor-szerte elterjed majd, feltéve, ha lelkileg meg tudnak barátkozni vele az emberek, vagy elég sokukkal el lehet fogadtatni. Azután talán más világok is át fogják venni. Ez afféle liftakna - lift nélkül. Egyszerűen belépünk az üres térbe, és lassan leereszkedünk vagy fölemelkedünk - az antigravitáció hatására. Ez idáig szinte ez az egyetlen terület, ahol az antigravitációt sikerült igába fogni, főleg azért, mert ez a lehető legegyszerűbb alkalmazási módja.

- Mi történik, ha útközben áramkimaradás van?

- Pontosan az, amire gondol: lepottyanunk, és ha elég messze vagyunk az akna fenekétől, elpusztulunk.

...

- Mi jöhetne még ki belőle? - érdeklődött Seldon.

- Antigravitációs űrrepülés. Ehhez azonban még számos áttörésre van szükség, s ahogy én tudom, sok fizikus mélyen meg van győződve arról, hogy ez hiú ábránd. Az is igaz viszont, hogy sokan a gravitációs liftet is hiú ábrándnak tekintették.”

## Mi nem az?
Nem nevezzük antigravitációs hatásnak az egyébként ismert erőhatásokat: például nem ez a hatás hat a zsineggel felfüggesztett vagy a levegőbe feldobott testre, nem ilyen a rugó, az alátámasztás, a mágnes vagy az elektromágnes alkalmazása, a mágneses lebegtetésű vasút, a szabadesés vagy az orbitális pályán elért súlytalanság, stb.

## Egyéb jelentések
- Az anatómiában antigravitációs izmoknak nevezik a tartásért felelős izmokat, illetve általánosságban a gravitáció ellenében dolgozó izmokat. Az antigravitációs izmok elgyengülését hosszabb időt súlytalanságban töltött űrhajósokon tapasztalták.